# Мосирський заказник
Мосирський — ботанічний заказник місцевого значення. Об'єкт розташований на території Ковельського району Волинської області, на захід від с. Мосир. 
Площа — 307 га, статус отриманий у 1984 році, реорганізований у 2001 році. Перебуває у користуванні ДП «Любомльське ЛГ», Мосирське лісництво, квартал 42, 48, 60.
Охороняється заболочена ділянка соснових насаджень віком близько 60 років, де у трав'яному покриві домінують сфагнові мохи (Sphagnum), багно звичайне (Ledum palustre), хвощ великий (Equisetum telmateia), журавлина болотяна (Vaccinium oxycoccos), чорниця (Vaccinium myrtillus). Трапляються рідкісні види, занесені в Червону книгу України: плодоріжка блощична (Anacamptis coriophora), шейхцерія болотна (Scheuchzeria palustris).
Також мешкають дикі тварини такі як вовк, лось звичайний, бобер європейський, борсук звичайний, куниця, сарна європейська, олень, свиня дика, рись євразійська, лисиця, заєць, єнот та інші.

## Галерея

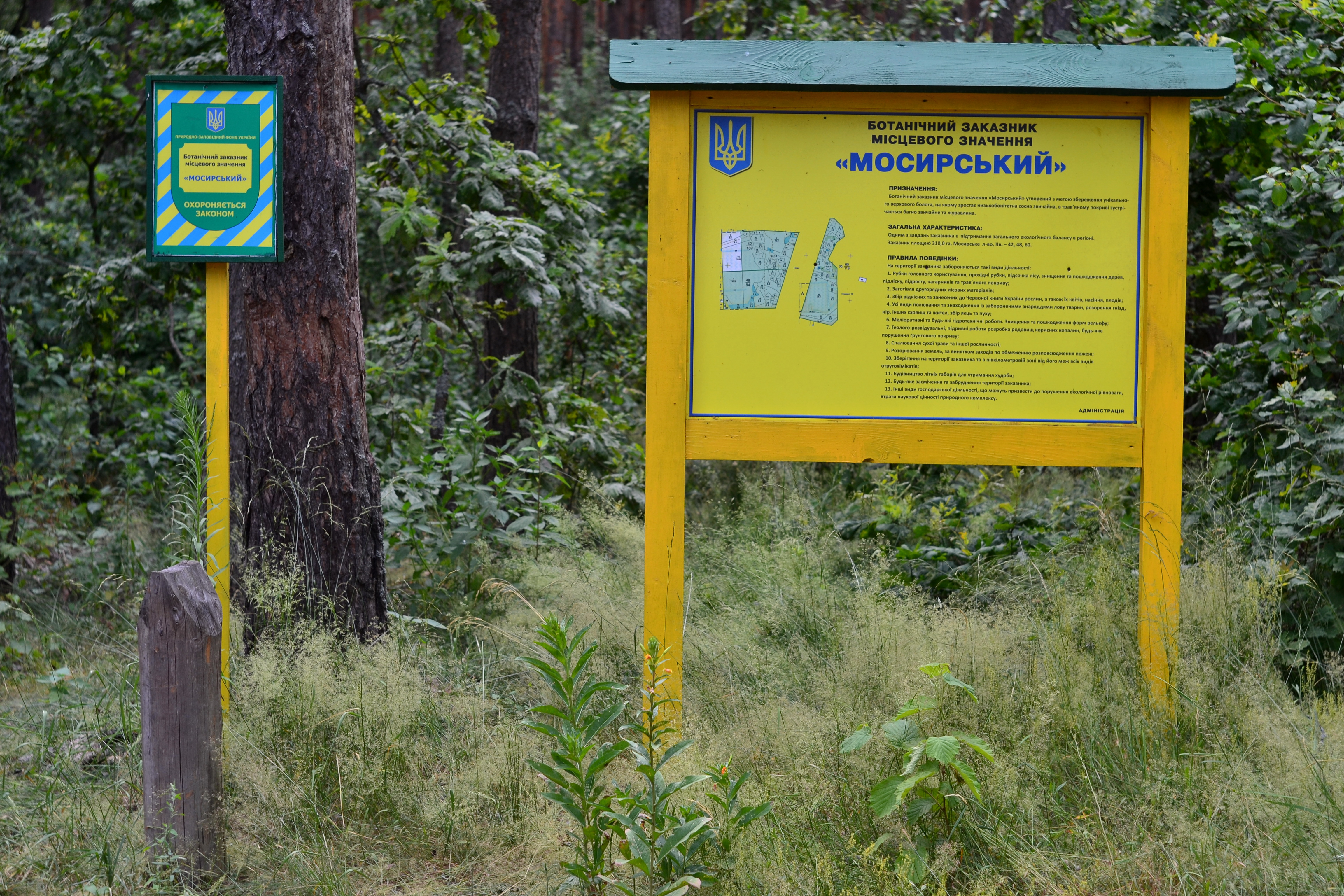
Інформаційна та охоронна дошки
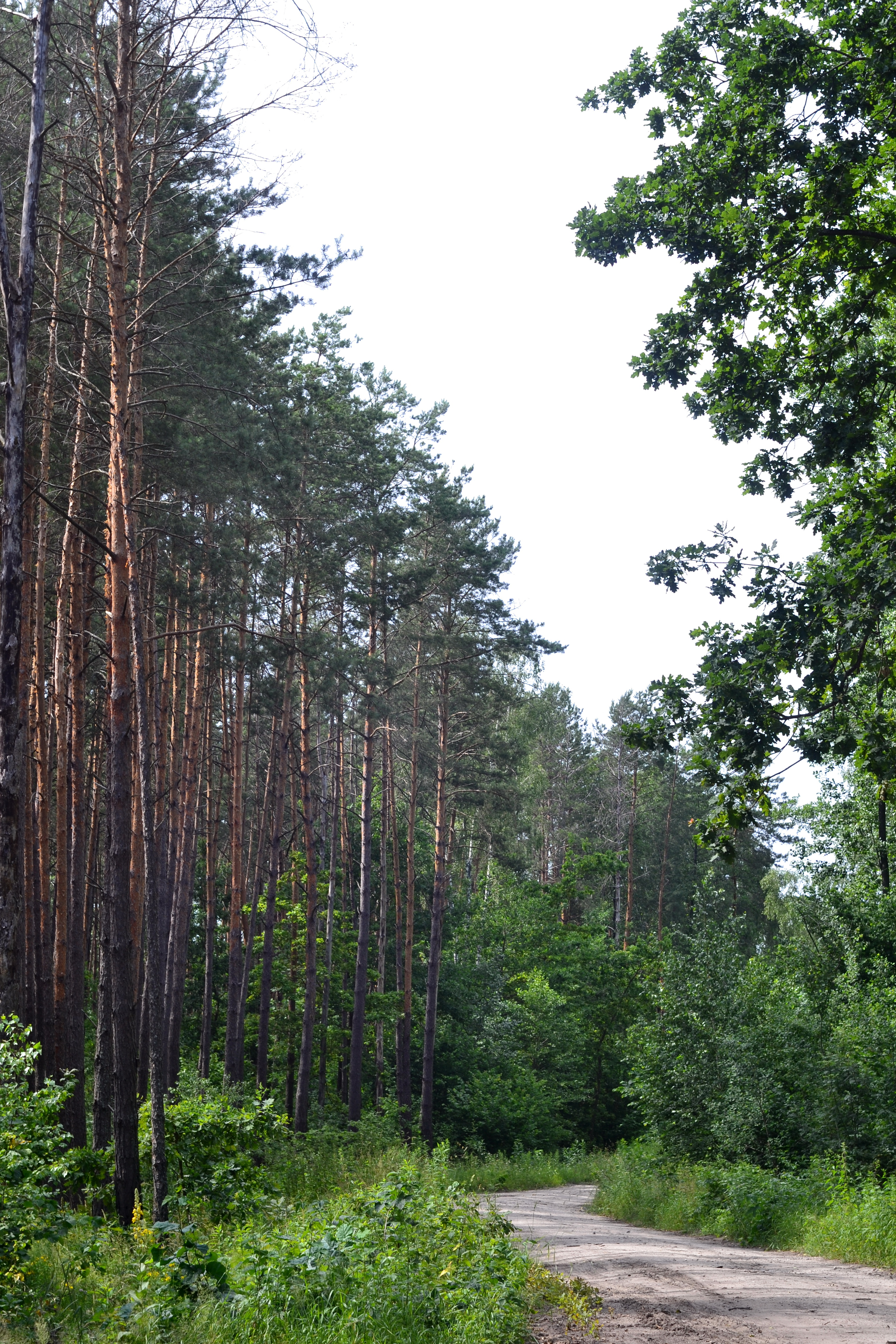
Вигляд зі сходу